# Maschinenzahl
Unter einer Maschinenzahl versteht man eine Zahl, die im Computer in binärer Form gespeichert wird. Man unterscheidet dabei Integerzahlen (Ganze Zahlen) und Gleitkommazahlen oder Realzahlen (Reelle Zahlen).
Auf Grund der Darstellung in einem konkret vorgegebenen Speicherformat entsteht ein endlicher Zahlenvorrat. Integerzahlen können mit Vorzeichen bei einer Länge von n Bit im Zweierkomplement die Zahlen von {\displaystyle -2^{(n-1)}} bis {\displaystyle +2^{(n-1)}-1} abbilden, ohne Vorzeichen von 0 bis {\displaystyle 2^{n}-1}. Bei einer Länge von 8 Bit (ein Byte) können also mit Vorzeichen die Zahlen von −128 bis +127 gespeichert werden, ohne Vorzeichen von 0 bis 255.
Reelle Zahlen werden als Kombination aus Mantisse * Exponent gespeichert.
Auf Grund dessen entstehen Rundungsfehler, wenn das Ergebnis nicht zufälligerweise wieder genau eine Maschinenzahl trifft.
Wie diese Zahlen konkret gespeichert werden können, ist teilweise genormt – z. B. IEEE 754.

## Die Reduktionsabbildung
Die Reduktionsabbildung {\displaystyle fl:\mathbb {R} \rightarrow \mathbb {R} } bildet eine (exakte) reelle Zahl {\displaystyle x} auf die Computerdarstellung {\displaystyle fl(x)} ab.
Man kann grundsätzlich jede reelle Zahl {\displaystyle x\in \mathbb {R} \setminus \{0\}} eindeutig in einer Potenzreihendarstellung zur Basis {\displaystyle b\in \mathbb {N} \setminus \{1\}} darstellen:
{\displaystyle x=\pm \left(\sum _{j=1}^{\infty }d_{j}b^{-j}\right)b^{e}},
wobei folgende Einschränkungen (für Eindeutigkeit) gelten sollen:
{\displaystyle {\begin{aligned}d_{j}&\in \mathbb {N} _{0}\quad {\text{mit}}\quad {\begin{cases}1\leq d_{1}<b\\0\leq d_{j}<b,\;j=2,3,\ldots \end{cases}}\\e&\in \mathbb {Z} .\end{aligned}}}
In einer Computerdarstellung können nicht unbegrenzt lange Mantissen {\displaystyle d_{j},j\in \mathbb {N} } abgespeichert werden, sondern immer nur eine endliche Mantisse {\displaystyle d_{j},j=1,2,\ldots ,m} mit der Mantissenlänge {\displaystyle m\in \mathbb {N} }.
Des Weiteren gibt es auch ein einschränktes Intervall für den Exponenten: {\displaystyle -r\leq e\leq R} mit {\displaystyle r,R\in \mathbb {N} }.
Die Reduktionsabbildung {\displaystyle fl\colon \mathbb {R} \rightarrow \mathbb {R} } wird wie folgt definiert:
{\displaystyle fl(x):=\pm \left\{{\begin{matrix}\left(\sum _{j=1}^{m}d_{j}b^{-j}\right)\cdot b^{e}&{\mbox{falls}}\quad d_{m+1}<{\frac {b}{2}}\\\left(\sum _{j=1}^{m}d_{j}b^{-j}+b^{-m}\right)\cdot b^{e}&{\mbox{falls}}\quad d_{m+1}\geq {\frac {b}{2}}.\end{matrix}}\right.}